# Helene van Meekren

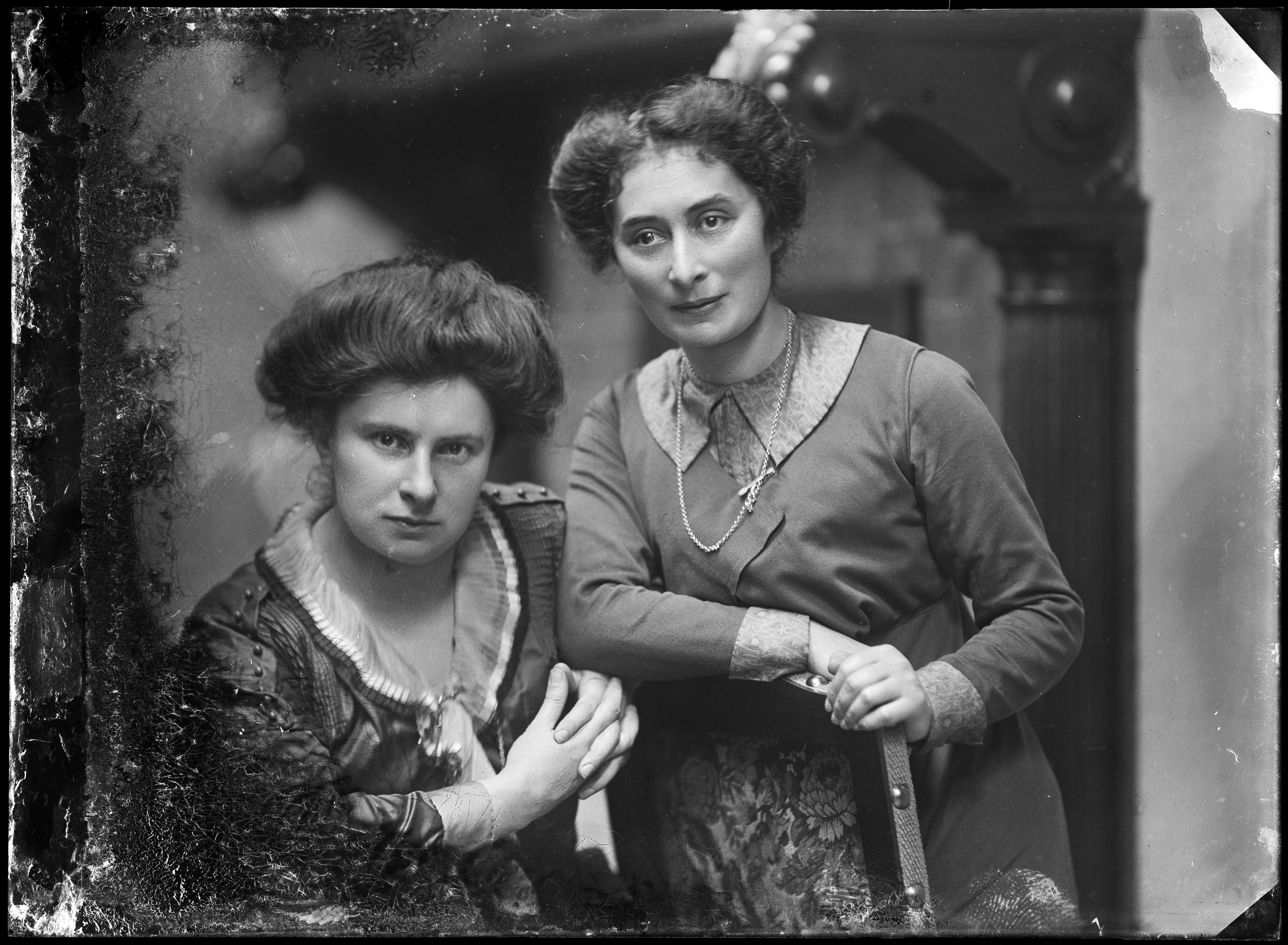
Anna Zuikerberg (links) en Helene van Meekren (1913).

Helene van Meekren (Meppel, 6 maart 1881 - Sobibór (Polen), 16 juli 1943) was een Nederlandse journaliste. 
Ze was een van de eerste vrouwelijke journalisten van Nederland en vormde samen met Anna Zuikerberg het journalistenduo Annalèn. Ze schreven voor het Algemeen Handelsblad en vormden de hoofdredactie van de Rotterdamsche en Amsterdamsche Dameskroniek. Dit was uitzonderlijk, aangezien de dagbladjournalistiek in die tijd voornamelijk een mannenwereld was. 
Tijdens de Tweede Wereldoorlog werden alle journalisten verplicht zich aan te melden bij het Verbond van Nederlandsche Journalisten. Door haar Joodse achtergrond werd Van Meekren uitgesloten van lidmaatschap en ontslagen bij de krant. In juni 1943 werd Van Meekren opgepakt en gedeporteerd naar Westerbork. Een maand later werd ze naar Sobibór overgebracht waar ze direct na aankomst werd vermoord.